# Чебоксары (городской округ)
Городско́й о́круг го́род Чебокса́ры (чув. Шупашкар хула тӑрӑхӗ) — муниципальное образование (городской округ) в Чувашской Республике России.

## История
Город Чебоксары был наделён статусом городского округа Законом Чувашской Республики от 24 ноября 2004 года № 37 «Об установлении границ муниципальных образований Чувашской Республики и наделении их статусом городского, сельского поселения, муниципального района и городского округа».

## Население
| 2002     | 2005     | 2009     | 2010     | 2011     | 2012     | 2013     | 2014     | 2015     |
| -------- | -------- | -------- | -------- | -------- | -------- | -------- | -------- | -------- |
| 452 221  | ↗454 300 | ↗456 054 | ↗464 208 | ↗465 758 | ↗470 896 | ↗475 481 | ↗479 266 | ↗484 469 |
| 2016     | 2017     | 2018     | 2019     | 2020     | 2021     | 2024     | 2025     |          |
| ↗491 306 | ↗500 052 | ↗502 882 | ↗505 800 | ↗508 057 | ↗508 069 | ↘506 480 | ↗507 183 |          |

## Состав городского округа
| № | Населённый пункт | Тип населённого пункта        | Население |
| - | ---------------- | ----------------------------- | --------- |
| 1 | Новые Лапсары    | посёлок городского типа       | ↘5913     |
| 2 | Северный         | посёлок                       | 477       |
| 3 | Сосновка         | посёлок городского типа       | ↘2242     |
| 4 | Чандрово         | деревня                       | 813       |
| 5 | Чебоксары        | город, административный центр | ↗497 061  |

## Местное самоуправление
Главы городского округа
- 2005—2010 — Емельянов, Николай Иванович
- 2010—2016 — Черкесов, Леонид Ильич
- 2020—2022 — Кортунов, Олег Игоревич
- с 2022 года — Евгений Николаевич Кадышев

Главы администрации
- 2011—2021 — Ладыков, Алексей Олегович
- с 25 ноября 2021 года — Денис Вадимович Спирин